# TT391
TT391 (Theban Tomb 391) è la sigla che identifica una delle Tombe dei Nobili ubicate nell'area della cosiddetta Necropoli Tebana, sulla sponda occidentale del Nilo dinanzi alla città di Luxor, in Egitto. Destinata a sepolture di nobili e funzionari connessi alle case regnanti, specie del Nuovo Regno, l'area venne sfruttata, come necropoli, fin dall'Antico Regno e, successivamente, sino al periodo Saitico (con la XXVI dinastia) e Tolemaico.

## Titolare
TT391 era la tomba di:
| Titolare                              | Titolo                                                                                        | Necropoli  | Dinastia/Periodo   | Note |
| ------------------------------------- | --------------------------------------------------------------------------------------------- | ---------- | ------------------ | ---- |
| Karabasken (poi usurpata da Pedubast) | Profeta di Khonsemweset-Neferhotep; Quarto Profeta di Amon; Sindaco (Governatore) della Città | el-Assasif | forse XXV dinastia |      |

## Biografia
Nessuna notizia biografica è ricavabile dalla sepoltura; si ritiene che Karabasken abbia ricoperto l'incarico di Sindaco (Governatore) di Tebe tra il 725 e il 705 a.C. e che sia vissuto durante il regno del faraone Shabaka della XXV dinastia; si ipotizza, inoltre, che sia succeduto nell'incarico a Pie di cui è attestata l'esistenza durante il regno, appunto, di Shabaka

## La tomba
TT391 è forse una delle prime tombe risalenti alla XXV dinastia scavate nell'area di el-Assasif; si sviluppa planimetricamente su un unico asse sud-est/nord-ovest ed è costituita da un vestibolo (3 blu in planimetria), una sala colonnata (4 blu) e una sala con sei nicchie laterali. Solo con i lavori iniziati nel 2001 a cura dell"American University in Cairo" nell'ambito del progetto "South Asasif Conservation", si è potuta iniziare la liberazione di quello che era, in origine, un vestibolo coperto, sommerso da oltre 4,5 m di detriti depositati anche da alluvioni susseguitesi nei millenni, mentre il pavimento della sala colonnata era pure ricoperto da 1,5 m di detriti. Oltre al crollo dei soffitti si dovevano rilevare anche danni causati da concrezioni saline, nonché dalla fuliggine di innumerevoli fuochi accesi al suo interno.

### Storia
Nota fin dall'antichità, la TT391 venne visitata negli anni '20 dell'800, data anche la vicinanza alla TT390, da John Gardner Wilkinson  e Robert Hay che ne rilevarono i disegni parietali, ne tradussero alcuni dei testi e ne constatarono, tuttavia, i già gravi danni e la fragilità della roccia in cui era stata scavata la tomba. Robert Hay realizzò una planimetria e Wilkinson aggiunse che non conteneva "nulla di rimarchevole". Negli anni '40 dello stesso secolo TT391 venne visitata da Karl Richard Lepsius che per primo identificò il titolare in Karabasken grazie alle iscrizioni del vestibolo (3 blu in planimetria); l'archeologo tedesco, tuttavia, date le pessime condizioni delle scene parietali, non ne realizzò riproduzioni talché non è possibile risalire a quali fossero le condizioni all'atto della sua visita rispetto a quelle rinvenute durante i successivi rilievi degli anni '20 e '70 del '900 quando si appurò che era, inoltre, stata usata nei secoli come cava di materiali da costruzione per le abitazioni del moderno villaggio che si ergeva sulle tre tombe TT223, TT390 e TT391. Il vestibolo antistante la tomba, con il crollo del tetto trasformatosi in un cortile all'aperto, inoltre, era stato impiegato come pertinenza di un'abitazione privata e come stalla.
Fino agli anni '70 del '900 nessun intervento venne eseguito sulla tomba che divenne casa per abitanti del villaggio intanto sorto nell'area della necropoli. Furono conseguenti danni meccanici con demolizioni, asportazioni di decorazioni, accensione di fuochi contro le pareti e stallaggio per gli animali domestici. L'innalzamento della pavimentazione, dovuta anche a depositi di ripetute alluvioni, comportò danni anche nella parte alta delle decorazioni parietali. A far data dal 2006 ha avuto pienamente inizio il "South Asasif Conservation Project" che ha consentito di svuotare quasi completamente la tomba che non ha presentato decorazioni degne di nota anche a causa delle demolizioni occorse nei millenni. L'impossibilità di operare, causa le abitazioni, ad un lavoro più approfondito, consentì, intanto di liberare la parte emergente dai detriti dalla fuliggine e riparare, per quanto possibile, ai danni materiali occorsi. Solo nel 2007, con il trasferimento della popolazione in altro moderno insediamento, voluta dal governo egiziano, si poté terminare la procedura di svuotamento delle camere, ancora in corso ad oggi; lo svuotamento della sala più interna, quella recante sei nicchie nelle pareti laterali (6 blu in planimetria), ha consentito, nell'agosto 2016, la scoperta di una discenderia che dà accesso alla camera funeraria (sconosciuta precedentemente perché totalmente sommersa da residui alluvionali) che contiene un sarcofago in granito rosso (l'unico del periodo kushita di cui si abbia notizia); il sarcofago presenta lo spostamento del coperchio all'altezza dei piedi il che lascia intendere che si sia trattato di un tentativo di depredazione. A causa di tale spostamento, il sarcofago è stato invaso da residui alluvionali. Risale invece al giugno 2018 il ritrovamento, nei pressi della parete sud della sala colonnata, di una fossa contenente quattro vasi canopi con i coperchi recanti le immagini dei Figli di Horus.

### Decorazioni
I lavori di scavo, liberazione dai detriti, di consolidamento e restauro dei danni causati nel corso dei millenni sono stati affidati, dal 2006, all'American University del Cairo che nella TT391, e nelle vicine sepolture dello stesso periodo (TT223 e TT390) porta avanti il South Asasif Conservation Project.
Scarse sono le rimanenze parietali decorate vuoi perché inesistenti ab origine, vuoi perché totalmente danneggiate dagli eventi atmosferici e dai danni causati dall'uomo e dagli animali. La sala colonnata (4 blu) presenta otto pilastri seriamente danneggiati dall'asportazione di materiale; la stessa non venne ultimata e nulla lascia intendere che esistessero decorazioni. Anche la sala con le sei nicchie (6 blu) non venne mai ultimata, così come le stesse nicchie parietali. Ugualmente priva di decorazioni, la sala presentava pesanti strati di fuliggine dovuti agli innumerevoli fuochi accesi al suo interno. Solo nell'area del vestibolo (3 blu) e dell’ingresso è stata confermata la presenza di scene parietali come risulta, peraltro, dai rilievi eseguiti negli anni '20 del '900: resti di testo (1 rosso in planimetria) e una scena del defunto in offertorio al dio Anubi (2 rosso). Priva di decorazioni è risultata anche la camera funebre scoperta nel 2016.

### Annotazioni
1. ↑  La numerazione dei locali e delle pareti di colore rosso segue quella di Porter e Moss 1927, p. 438; la numerazione di colore blu segue quella del South Asasif Conservatin Project.
2. ↑  La prima numerazione delle tombe, dalla numero 1 alla 252, risale al 1913 con l'edizione del "Topographical Catalogue of the Private Tombs of Thebes" di Alan Gardiner e Arthur Weigall. Le tombe erano numerate in ordine di scoperta e non geografico; ugualmente in ordine cronologico di scoperta sono le tombe dalla 253 in poi.
3. ↑  I campi della Duat, ovvero l'aldilà egizio, si trovavano, secondo le credenze, proprio sulla riva occidentale del grande fiume.
4. ↑  Nella sua epoca di utilizzo, l'area era nota come "Quella di fronte al suo Signore" (con riferimento alla riva orientale, dove si trovavano le strutture dei Palazzi di residenza dei re e i templi dei principali dei) o, più semplicemente, "Occidente di Tebe".
5. ↑  le Tombe dei Nobili, benché raggruppate in un'unica area, sono di fatto distribuite su più necropoli distinte.
6. ↑  Le note, sovente di inquadramento topografico della tomba, sono tratte dal "Topographical Catalogue" di Gardiner e Weigall, ed. 1913 e fanno perciò riferimento alla situazione dell'epoca.
7. ↑  Manifestazione di Khonsu rappresentato con testa di falco.
8. ↑  Niwt, ovvero "la Città" era il nome con cui era nota la tebe nilotica
9. ↑  Porter e Moss indicano, erroneamente, l'area della sepoltura in Sheikh Abd el-Qurna; è probabile, tuttavia, che l'indicazione derivi dalla vicinanza dell'area di el-Assasif con l'altra
10. ↑  La planimetria sopra rappresentata vede unite le due versioni note riportate da Porter e Moss 1927 e dal sito del  South Asasif Conservation Project (SACP); per tale motivo si è prevista una doppia numerazione in colore rosso, per Porter e Moss, e di colore blu per il SACP.
11. ↑  Si tratta di un piano inclinato lungo 9 m, largo 2,55 m.
12. ↑  Lunghezza 5,74 m x 3,54 x 4, 06 di altezza.
13. ↑  Altezza 2,41 m x 3,06 di lunghezza x 1,30 m di larghezza, con coperchio a volta.
14. ↑  Si tratta di una fossa quasi cubica di 0,60 m x 0,60 x 0,50 di profondità; i vasi variano, in altezza, tra i 35 e 40 cm circa. Tutti recano due colonne di iscrizioni verticali e una orizzontale: "Signora della casa Amenardis". Qualora tale personaggio fosse identificabile con la Divina Sposa di Amon, Amenardis I, ciò confermerebbe la datazione della sepoltura alla XXV dinastia.
15. ↑  La planimetria a corredo di questa voce, come sopra già scritto, vede ampliata quella presente in Porter e Moss 1927 (P&M) con le nuove risultanze derivanti dal "South Asasif Conservation Project" (SACP) che svolge attività di scavo, conservazione e restauro della TT390 dal 2006. Per tale motivo, per differenziare le indicazioni la numerazione viene riportata in colore rosso per P&M (con la numerazione originale) e blu per SACP (in prosecuzione della precedente).

### Fonti
1. 1 2 3 4 5  (EN) Sito del South Asasif Conservation Project:, su southasasif.com. URL consultato il 04.01.2019.
2. ↑  Gardiner e Weigall 1913.
3. ↑  Donadoni 1999,  p. 115.
4. 1 2  Porter e Moss 1927,  p. 442.
5. 1 2  Porter e Moss 1927,  p. 441.
6. ↑  Porter e Moss 1927,  p. 440.
7. ↑  Porter e Moss 1927,  pp. 440-441.
8. ↑  Pischikova 2013.
9. ↑  Porter e Moss 1927,  p. 438.
10. 1 2  Porter e Moss 1927,  pp. 441-442.
11. ↑  (EN) Posizione reciproca delle tombe interessate dal progetto:, su southasasif.com. URL consultato il 07.01.2019.
12. ↑  (EN) La camera funeraria della TT391, su southasasif.wordpress.com. URL consultato il 13.01.2019.
13. ↑   Il rinvenimento della fossa con i vasi canopi:, su mediterraneoantico.it. URL consultato il 13.01.2019.